# Konradiner
Die Konradiner waren ein Adels- und Herrschergeschlecht der westgermanischen Franken im 8. bis 11. Jahrhundert. Ihren ursprünglichen Herrschaftsschwerpunkt bildete das Gebiet um Trier; noch während der karolingischen Herrschaft verlagerte sich dieser nach Osten über den Lahngau in das mittlere Ostfränkische Reich nach Hessen und Thüringen. Mit Konrad I. stellte die Familie von 911 bis 918 einen König des Ostfränkischen Reiches.

## Geschichte
Eine erste Erwähnung findet die Familie 832 mit dem Grafen Gebhard im Niederlahngau, eine zweite 861. In der zweiten Erwähnung wurden dessen Söhne als propinqui (nahe Verwandte) des Seneschalls Adalhard bezeichnet. Dieser hatte Jahre zuvor neben Ludwig dem Frommen und dessen Ehefrau, Kaiserin Judith, das Frankenreich verwaltet. Sie wurden 861 von Ludwig dem Deutschen abgesetzt und flohen mit Adalhard zu Karl dem Kahlen. Später (im Jahr 866) tauchen sie wieder im Gefolge Ludwigs des Jüngeren auf, eines Sohnes Ludwigs des Deutschen. Die Vorfahren der Familie waren nahe Verwandte der Karolinger.
Der Aufstieg der Konradiner begann mit Oda, der Ehefrau des Kaisers Arnulf von Kärnten, die zu den Konradinern gehörte, ohne dass der genaue Bezug bekannt ist. Konrad der Ältere wird – aufgrund seiner Blutsverwandtschaft mit Oda – als nepos (Neffe, Cousin, Enkel, Nachkomme) des Kaisers bezeichnet. Er und seine Brüder waren offenbar auch die nächsten Verwandten des Kaisers, der sich in seinem Kampf gegen die Popponen erheblich auf die Konradiner stützte und ihnen in diesem Zusammenhang – neben ihrer Machtbasis in Hessen – eine Vormachtstellung in Thüringen und Mainfranken verschaffte.
Nach Arnulfs Tod waren die Konradiner als einzige Verwandte des neuen Königs, Ludwigs des Kindes, die herrschende Sippe im Reich. Sie waren zu diesem Zeitpunkt schon weitverzweigt. Konrads Bruder Gebhard wurde 903 Herzog von Lothringen. Konrads Sohn Konrad der Jüngere wurde 906 zum Herzog von Franken ernannt, nachdem nach der Schlacht bei Fritzlar, in der sein Vater fiel, die Konkurrenz der fränkischen Babenberger ausgeschaltet worden war (Babenberger Fehde).

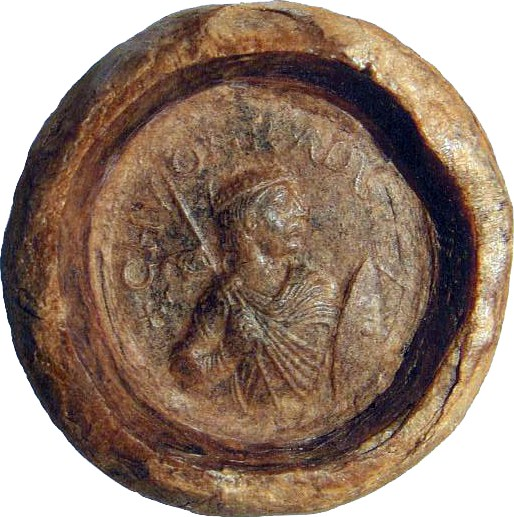
Siegel des ostfränkischen Königs Konrad I.

911, nach dem Tod des letzten Karolingers auf dem ostfränkischen Thron, wurde Konrad der Jüngere anstelle des westfränkischen Königs Karl III. des Einfältigen in Forchheim als Konrad I. zum ostfränkischen König gewählt und beendete damit die Herrschaft der Karolinger im ostfränkischen Reich.
Konrad starb kinderlos im Dezember 918, und die Königskrone ging mit der Wahl von Heinrich I. an die sächsischen Herzöge (Ottonen). Damit fielen die Konradiner wieder auf das Machtniveau von Stammesherzogen zurück. Konrads Bruder Eberhard, sein Nachfolger als Herzog von Franken, war dem neuen sächsischen König Heinrich I. gegenüber zeitlebens loyal und wurde von Letzterem sogar zeitweilig (926–928) mit dem Herzogtum Lothringen belehnt, um es zu befrieden. Als dann aber Heinrichs Sohn Otto I. König (und Kaiser) wurde, ließ sich Eberhard, zusammen mit Arnulf von Bayern und Thankmar, Sohn König Heinrichs aus dessen erster Ehe, auf einen Aufstand ein, der schließlich 939 mit dem Tod Eberhards in der Schlacht bei Andernach und dem Verlust des Herzogtums endete. In dieser Schlacht wurde er von seinen Vettern Konrad Kurzbold und Udo von der Wetterau besiegt. Weiter gelang es der Familie, das Herzogtum Schwaben 926 zu erben. Zwar verlor man es zwischenzeitlich an den Königssohn Liudolf, konnte es aber 982 wieder erwerben und bis zum Jahr 1012 halten.
Die Konradiner starben 1036, nach dem Verlust der letzten Grafschaft, im Mannesstamm aus.

## Stammliste
Die Stammliste der Konradiner ist in der Fachliteratur umstritten. Die nachstehende Darstellung folgt der von Schwennicke in den Europäischen Stammtafeln, Band I.1, 2005, in der die in der Diskussion stehenden Arbeiten von Johannes Fried, Donald C. Jackman, Eduard Hlawitschka und Armin Wolf (siehe unten) zu Rate gezogen wurden.

### Bis zum Ende des 10. Jahrhunderts
1. Gebhard, 832 bezeugt, Graf im Niederlahngau, stiftete 845 in Kettenbach ein Stift für regulierte Chorherren, das 879 nach Gemünden verlegt wurde (St. Severus (Gemünden)), 879 geistlich in Gemünden ⚭ Schwester des Markgrafen Ernst im Nordgau (Ernste) – Vorfahren: siehe Geroldonen[1]
  1. Udo, Graf im Lahngau, ⚭ N.N., Tochter von Konrad I., Graf von Auxerre (Welfen) und Adelheid von Tours (Etichonen)[2]
    1. Konrad der Ältere († 27. Februar 906 bei Fritzlar), 886 Graf im Oberlahngau, 897 Graf im Hessengau, 903 Graf im Gotzfeldgau, 905 Graf in der Wetterau, Graf im Wormsgau, 892 bis vor 903 Markgraf in Thüringen, 893 an Stelle der Popponen Markgraf im Maingau, Nepos des mit der Konradinerin Oda verheirateten karolingischen Kaisers Arnulf von Kärnten, begraben in der Martinskirche in Weilburg, ⚭ Glismut, eine uneheliche Tochter des Kaisers Arnulf († 26. April 924), 906 bezeugt
      1. Konrad I. der Jüngere (* um 881; † 23. Dezember 918 in Weilburg), 908 Graf im Hessengau, 910 Graf im Gilde-/Keldagau, Markgraf im Maingau und Herzog von Franken, 7./10. November 911 ostfränkischer König als Nachfolger des letzten ostfränkischen Karolingers Ludwig das Kind, stiftet 912 Sankt Walpurgis in Weilburg, begraben in Fulda, ⚭ 913 Kunigunde, Schwester der Grafen Erchanger und Berthold (Ahalolfinger), Witwe des Markgrafen Luitpold von Bayern (Luitpoldinger), begraben im Kloster Lorsch
      2. Eberhard († 23. Oktober 939 bei Andernach), Herzog von Franken, 909 Laienabt von Sankt Maximin in Trier, 913 Graf im Hessengau und Perfgau, 913 und 928 Graf in Oberlahngau, 914 Markgraf, 936 Truchsess, Markgraf im Maingau, 938 Pfalzgraf
        1. Konrad, 953/965 Graf im Lobdengau er bekommt von Konrad Kurzbold die Lobdengau
          1. Meingaud, 965–987 Graf im Maingau, 987–1002 Graf im Lobdengau

      3. Otto († nach 918), 904 Graf im Ruhrgau, 912 Graf an der mittleren Lahn
      4. Tochter, ⚭ Burkhard

    2. Eberhard († 902/903 vor Bamberg), Graf im Niederlahngau, 888 Graf in der Ortenau, ⚭ Wiltrud 903–933 bezeugt, wohl Tochter von Walaho, Graf im Wormsgau (Walahonen)
      1. Söhne, 903 erwähnt
      2. Konrad Kurzbold († 30. Juni 948), 906/907 und 932 Graf im Wormsgau, 910 Graf im Niederlahngau, 927 Graf im Ahrgau, Graf im Lobdengau, stiftet 910 das Kloster Sankt Georg in Limburg a.d. Lahn, wo er auch begraben wurde, er war ohne Nachkommen.
      3. Gebhard; († nach 15. Januar 947), 940 Graf im Ufgau, ⚭ wohl N.N. von Vermandois, Tochter des Grafen Heribert I. (Karolinger)
        1. Konrad, auch Kuno I. († wohl 982), 961 Vogt von Schwarzach am Main, 948–951 Graf im Rheingau, 973 Graf in der Ortenau, ⚭ Judith von Thüringen
          1. Konrad († 20. August 997), 983 Graf, 985 und 995 Graf im Rheingau, 987 Graf im Ufgau, 994 Graf in der Ortenau, ⚭ Adelheid, Konrad – ist vielleicht identisch mit Kuno von Öhningen, dem Herzog Konrad von Schwaben, → Nachfahren siehe unten, Konradiner im 11. Jahrhundert

        2. Drutwin I (Herr zu Lipporn 940, Graf in der Esterau 950)
          1. Drutwin II († nach 991), Herr zu Lipporn, 991 Graf im Königssondergau (Diese Linie stirbt aus und die Grafschaft des Königssondergau geht an Reginhard {Reginbodonen}, Sohn von Konrad/Kuno I. 982)
          2. Ruprecht († 13. Januar 975), 970–975 Erzbischof zu Mainz

        3. Udo († 19. Juli 982 in Kalabrien), Graf zu Nassau (diese Linie stirbt aus und die Grafschaft Nassau wird durch die Kinder von Dudu Heinrich von Laurenburg durch Tausch mit dem Erzbischof von Trier 1159 weiter geführt)
        4. Judith († 16. Oktober wohl 973), ⚭ Heinrich, genannt der Kahle († 11. Mai 976) Graf im Heilangau (Udonen)

      4.  ? Tochter, ⚭ Werner († wohl 920), um 890–910 bezeugt, 906 Graf im Speyergau und Wormsgau (Salier)

    3. Gebhard († 22. Juni 910 bei Augsburg), 888 bezeugt, 897 und 906 Graf im oberen Rheingau[3], 909 Graf in der Wetterau, 903 Herzog in Lothringen dux regni quod a multis Hlotharii dicitur („Herzog des Königreiches, das von vielen dasjenige Lothars genannt wird“, gemeint ist das Lotharii Regnum, das spätere Lothringen), ließ 897 in Wetzlar eine Salvatorkirche weihen.
      1. Udo († 949), 914 Graf in der Wetterau, 917 und 948 Graf im Rheingau, 918 Graf im Lahngau, stiftet 914/915 das Kloster Sankt Maria in Wetzlar, wo er auch begraben wurde, ⚭ N.N. von Vermandois, Tochter des Grafen Heribert I. (Karolinger)
        1. Gebhard († 938 vor Belecke)
        2. Udo; († 965), 950–965 Bischof von Straßburg
        3. Heribert (* 925; † 992), 976 Graf im Kinziggau, Pfalzgraf, Graf im Engersgau, Graf von Gleiberg, ⚭ Imiza, Tochter des Grafen Megingoz und der Gerberga (Matfride)
          1. Otto von Hammerstein (Otto von Zutphen[4]) († wohl 5. Juni 1036), 1002 bezeugt, 1016 Graf in der Wetterau, 1019 Graf im Engersgau, ⚭ Irmgard († 1042), Tochter des Gottfried des Gefangenen, Graf von Verdun (Wigeriche, Hammersteiner Ehe)
            1. Udo († 1034)
            2. Mathilde, ⚭ Ludolf († 11. April 1031), Vogt von Brauweiler (Ezzonen)

          2. Gebhard († 8. November 1016), Graf
          3. Irmtrud (* 972; † nach 985), Erbin von Gleiberg, ⚭ Friedrich von Luxemburg († 6. Oktober 1019), Graf im Moselgau (Wigeriche)
          4. Gerberga († nach 1036), ⚭ Heinrich von Schweinfurt († 18. September 1017), 980 bezeugt, Graf im Nordgau, begraben in Schweinfurt

        4. Hugo († nach 977), 977 Graf im Einrichgau, ⚭ Tietwindis, Tochter eines comes Alemanniae und der Imma
          1. Gezemannn, Graf im Werngau
            1. Heribert († 24. Juli 1042), 1022–1042 Bischof von Eichstätt
            2. Gezemann († 17. Oktober 1042), 1042 Bischof von Eichstätt

          2. Heribert (* um 970; † 16. März 1021), 999–1021 Erzbischof von Köln

      2. Hermann I. († 10. Dezember 949), um 914–915 Graf, 926 Herzog von Schwaben, 939 Graf im Niederlahngau, Graf im Engersgau, 947 Laienabt von Echternach, gründet Sankt Florin in Koblenz, begraben auf der Insel Reichenau, ⚭ 926 Regelinda († 958 nach dem 29. April auf der Insel Ufenau), Witwe des Herzogs Burchard II. von Schwaben, wohl Tochter des Grafen Eberhard II. im Zürichgau (Eberhardinger) und der Gisela
        1. Ida († 17. Mai 986), ⚭ Ende 947/Anfang 948 Liudolf von Sachsen († 6. September 957 in Pombia), 950–954 Herzog von Schwaben, begraben in Sankt Alban vor Mainz (Liudolfinger)

    4. Rudolf († 3. August 908 in Thüringen), 892–908 Bischof von Würzburg

  2. Berengar (* um 836; † nach 879), 860 bezeugt, 876 Graf des Hessengaus
  3. Waldo († 30. Oktober …), 839 Mönch, 868/879 Abt von Sankt Maximin in Trier
  4. Berthold († 10. Februar 883), 869–883 Erzbischof von Trier

### Im 11. Jahrhundert
1. Konrad I., auch Kuno von Öhningen († 20. August 997), 983 Herzog von Schwaben (dux Alemaniae et Alsatiae) – ist vielleicht identisch mit Graf Konrad im Rheingau, Ufgau und (994) Ortenau, ⚭ Richlind, vielleicht Tochter des Liudolf, Herzog von Schwaben (Liudolfinger), und/oder Judith (s. „Offene Punkte“) → Vorfahren siehe oben, Konradiner bis zum Ende des 10. Jahrhunderts
  1. Liutold, laicus
  2. Konrad, laicus
  3. Hermann II. († 2. oder 3. Mai 1003), 997 Herzog von Schwaben, Kandidat bei der Königswahl von 1002; ⚭ um 986 Gerberga von Burgund; † 7. Juli 1019, vielleicht auch 1018, Tochter des Konrad III. des Friedfertigen (Pacificus), Herzog von Burgund (Welfen), Witwe von Graf Hermann von Werl
    1. Mathilde, (* wohl 988; † 29. Juli 1031/1032), begraben im Dom zu Worms, 
⚭ I um 1002 Konrad I., Herzog von Kärnten († 12. Dezember 1011, vielleicht auch 15. Dezember), Salier, 
⚭ II Friedrich II., Graf von Bar und Herzog von Oberlothringen; † 1026 (Wigeriche), 
⚭ III Esiko Graf von Ballenstedt, Graf im Schwabengau und im Gau Serimunt; † wohl 1059/1060 (Askanier)
    2. Gisela (* 11. Oktober wohl 990; † 16. Februar 1043), in Goslar, begraben im Dom zu Speyer; 
⚭ I um 1002 Bruno; † 1012/1014, Graf, wohl von Braunschweig; 
⚭ II um 1014 Ernst I. Herzog von Schwaben; † 31. März (vielleicht auch Mai) 1015 durch einen Jagdunfall, begraben in Würzburg (Babenberger), 
⚭ III vor Januar 1017 Konrad II., Herzog von Franken, 1024 deutscher König, 1027 Kaiser; † 4. Juni 1039 (Salier)
    3. Berchtold (* Anfang 992; † Anfang 993), 992 getauft in Einsiedeln, begraben in Marchtal
    4. Beatrix († 23. Februar nach 1025), ⚭ Adalbero von Eppenstein, 1012–1035 Herzog von Kärnten, 1000 bezeugt; † 28. November 1039 (Eppensteiner)
    5. Hermann III. († 1. April 1012), 1003 Herzog von Schwaben

  4. Ita von Öhningen, ⚭ Rudolf II. Graf von Altdorf († 10. März …) (Welfen)
  5. Tochter, ⚭ nach 1011 Wladimir I. Swjatoslawitsch, Wladimir der Heilige; † 15. Juli 1015, Großfürst von Kiew (Rurikiden)
  6. Judith, ⚭ I N.N. (von Rheinfelden), ⚭ II Adalbert Graf von Metz; † 1033 (Matfride)
  7. Kunizza († 1020), ⚭ Friedrich I., 1003/1027, Graf wohl von Dießen
  8. Reginhard († 1040), Graf im Königssondergau, Bannerträger/Hochvogt des Klosters Fulda → Nachfahren siehe hier, Reginbodonen

### Offene Punkte
Zahlreiche Fragen zu den genauen Verwandtschaftsbeziehungen innerhalb der konradinischen Familie und zu den anderen wichtigen Familien des Reiches sind ungeklärt. Insbesondere die Beziehungen aus den Ehen der Töchter sind unklar.
So ist fraglich, ob die Mutter Konrads des Roten, des Ahnherren der salischen Kaiser, aus dem Geschlecht der Konradiner stammt. Es könnte sich dabei um eine Schwester oder (nichteheliche) Tochter von König Konrad I. handeln; auch eine Abstammung von Eberhard († 902/903) ist möglich.
Die Auseinandersetzung in der Fachwissenschaft dreht sich hauptsächlich um Herzog Konrad von Schwaben († 997) und seine Ehefrau.
Die Identität Herzog Konrads mit Kuno von Öhningen, die Armin Wolf 1980 aufzeigte (siehe unten: Wer war Kuno von Öhningen?), ist mittlerweile weitgehend anerkannt.
Umstritten sind hingegen zum einen die Eltern Konrads. Erich Brandenburg sah ihn Anfang des 20. Jahrhunderts noch als jüngeren Sohn Udos, des Grafen in der Wetterau, und seiner namentlich nicht bekannten Ehefrau, einer Tochter des Grafen Heribert I. von Vermandois. Für Wolf sind Konrads Eltern unbekannt, Jackman und Fried hingegen nennen Herzog Konrad (von Elsass; † 982) als Vater, Judith oder Jutta von Öhningen als seine Mutter, setzen dafür Gebhard (X 938) und Bischof Udo von Straßburg als Söhne Udos von der Wetterau ein. Heinzelmann sieht ihn eher als kognatischen Enkel Udos.
Darüber hinaus wurde Herzog Konrad von Schwaben von Erich Brandenburg auch mit dem Grafen Konrad im Rheingau (949) gleichgesetzt, einem Verwandten Herzog Hermanns I. (Sohn eines Vetters Hermanns I.) Doch käme hierfür, allein schon wegen des Alters, auch dessen gleichnamiger Sohn, der 985 und 995 Graf im Rheingau war, in Frage – womit aber andererseits der von Jackman und Fried angeführte elsässische Herzog Konrad ebenfalls genealogisch eingeordnet wäre.
Nicht einig ist sich die Forschung auch über Konrads Ehefrau. Eine Position (z. B. Wolf) sieht sie als „filia Ottonis Magni imperatoris“ (Genealogia Welforum, Historia Welforum), wobei „filia“ allgemein als Nachkomme (hier: Enkelin) zu übersetzen wäre, deren Name Richlint gewesen sei (Jackman und Fried). Sollte ihr Vater Kaiser Ottos Sohn Liudolf gewesen sein, dann wäre Richlint eine Enkelin von Konrads (indirektem) Vorgänger als Herzog von Schwaben, Hermann I., gewesen. Eine andere Position ist die von Dungern (1906) und Hlawitschka, die eine Judith oder Jutta sehen, Hlawitschka zudem eine Tochter des Adalbert von Marchtal aus der Familie der Ahalolfinger (siehe unten: Wolf, Quasi hereditatem...)